# New England Revolution
Il New England Revolution è una società calcistica statunitense con sede nella città di Foxborough (Massachusetts). Il club milita nella Major League Soccer fin dalla sua fondazione nel 1994 e disputa le proprie partite casalinghe al Gillette Stadium, impianto da 68.755 posti a sedere.
Nella sua storia ha vinto una U.S. Open Cup (2007) ed il Supporters' Shield (2021) e, a livello internazionale, una SuperLiga (2008).

## Storia

### Storia

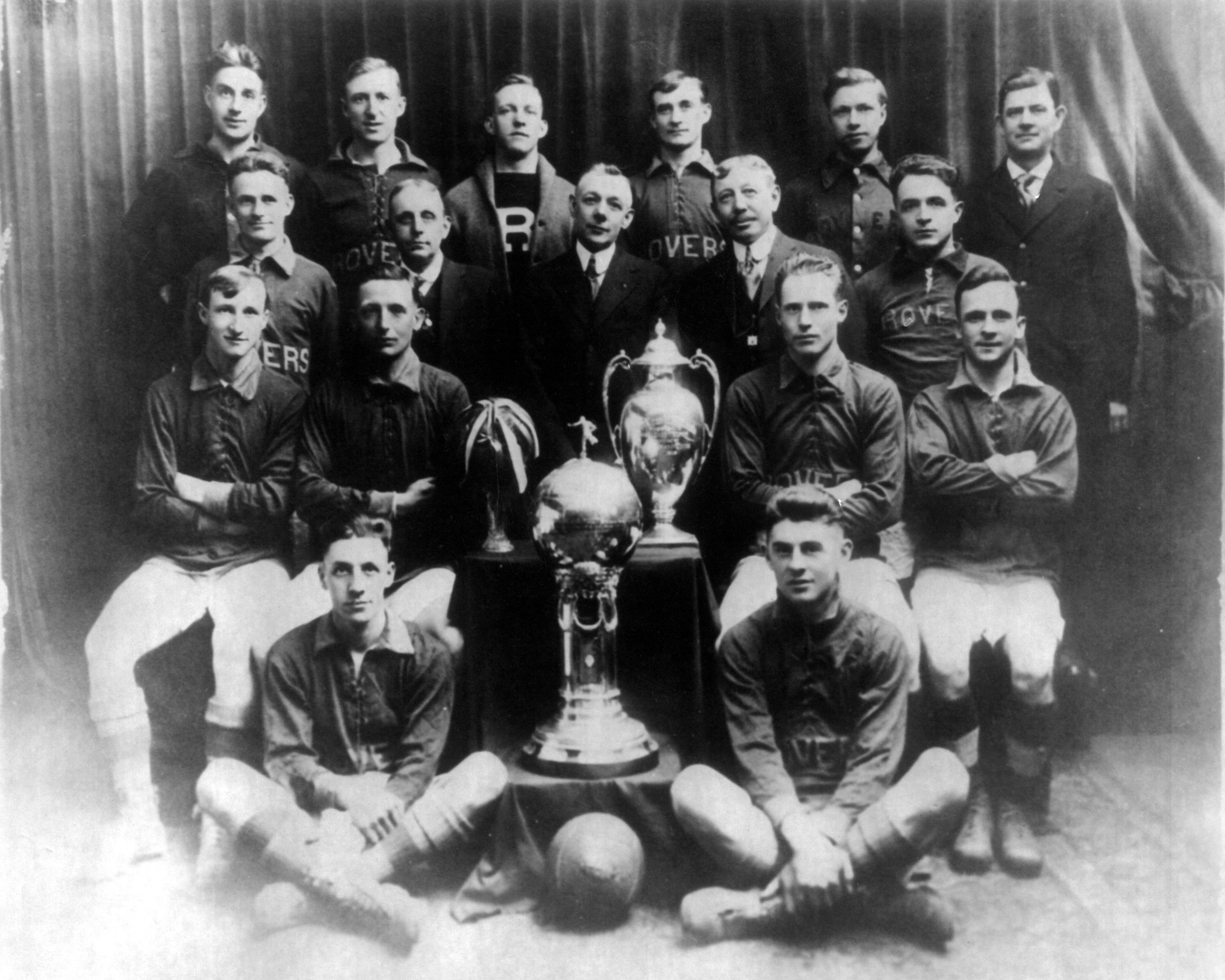
Fall River Rovers

La Nuova Inghilterra può essere considerata la culla del calcio statunitense valutando la squadra dell'Oneida Foot Ball Club (1862–1865), un gruppo di studenti delle scuole secondarie di Boston, come la prima formazione o società calcistica organizzata che praticasse il gioco con regole molto simili a quelle tuttora in vigore (gioco che allora venne soprannominato Boston Game). Il primo spazio di gioco fu il Boston Common, un parco pubblico nel centro della città della Nuova Inghilterra.
Nel 1869 le due università di Princeton e Rutgers giocarono con regole più certe quella che storicamente viene considerata la prima partita di calcio negli Stati Uniti d'America.
Le attività sportive studentesche negli istituti ed università diffusero il gioco del calcio e diedero impulso alla formazione delle prime leghe locali o regionali, con la formazione di team composti prevalentemente da immigrati europei, e nello specifico anglosassoni, come i Fall River Rovers, i Boston Rovers Foot Ball Club attivi dal 1888 o i Boston Beaneaters nel 1894 attivi nella American League of Professional Football (emanazione della squadra di baseball omonima).
Successivamente vi fu una proliferazione di leghe minori e regionali fino al 1921 con la creazione della American Soccer League e dei Boston Soccer Club (1924-1931), chiamati anche Wonder Workers e rinominati nel 1929 Boston Bears, ed, un anno dopo, dei Fall River F.C. veri e propri dominatori nella lega con ben sette campionati vinti insieme ai New Bedford Whalers (1914-1931) con quattro campionati vinti al proprio attivo, due nella Southern New England Soccer League ed altri due nella ASL.
La Lamar Hunt U.S. Open Cup diede un ulteriore impulso alla formazione di numerose squadre 
che ebbero comunque breve durata: nel 1916 i Boston American FC, nel 1920 e 1921 i Boston City, i Boston Blues nel 1923, i Boston Hubs (nel 1926 della National Soccer League), nel 1934 e 1935 sono presenti i Boston Celtics, i Boston Internationals nel 1948.
Bisogna aspettare gli anni sessanta e la nuova American Soccer League di seconda generazione (1933-1983) per rivedere una formazione nell'allora massima lega, dai Boston Metros/Tigers (1963-1968) e i Fall River Astros/Boston Astros (1967-1975) ai Boston Rovers/Beacons (1967 e 1968) degli albori della Nasl.
Altre tre formazioni fecero parte della stessa lega in periodi diversi: i Boston Minutemen dal 1974 al 1976, i New England Tea Men dal 1978 al 1980, sempre con scarsi risultati ed affluenza di pubblico. Le fugaci apparizioni dei Boston Bolts (1988-1990), Boston Storm (1994-1995), fecero da preludio alla fondazione dei Revolution ed alla nuova lega della Major League Soccer.

### New England Revolution

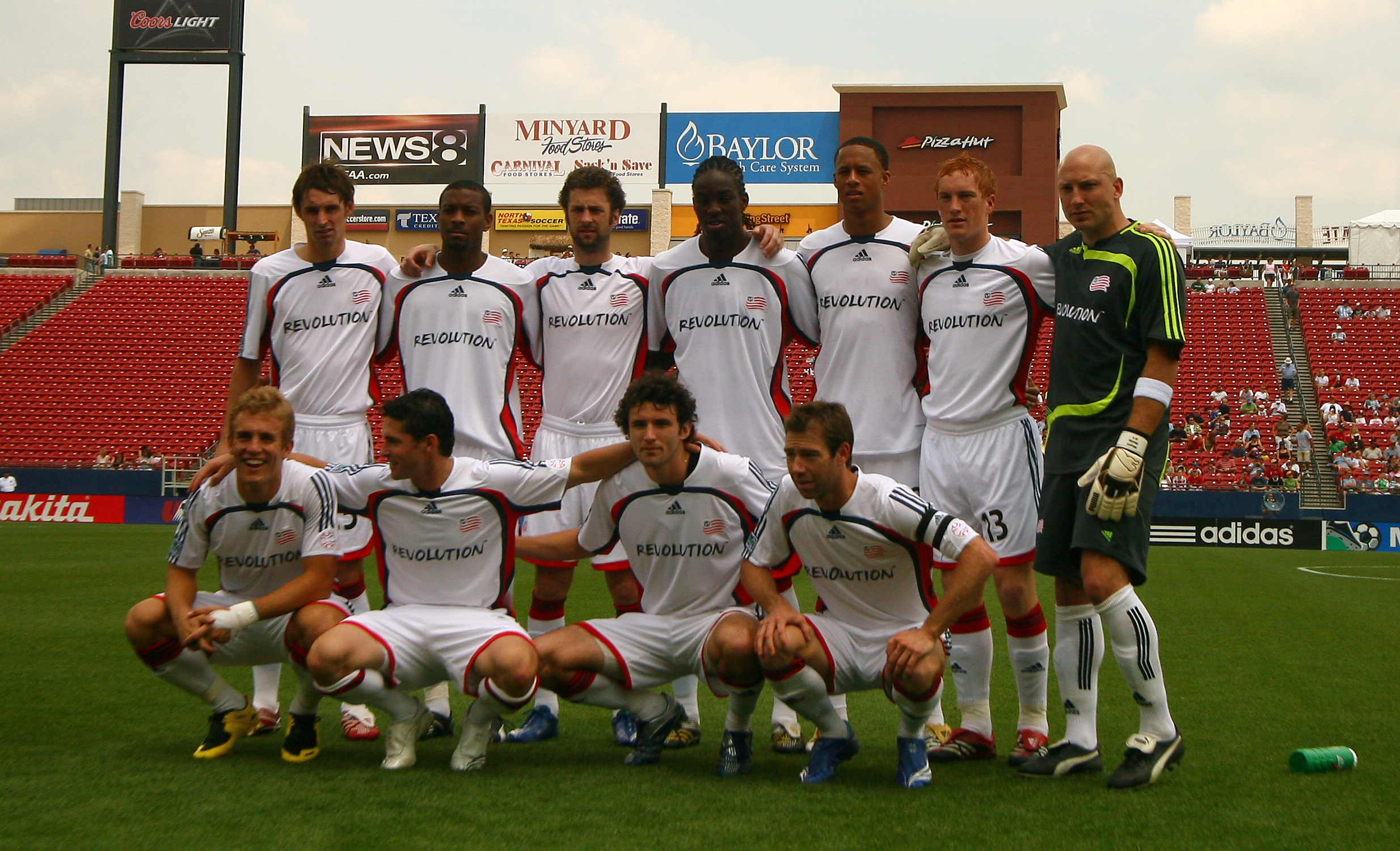
New England Revolution

Nel 1993 venne fondata la Major League Soccer che, un anno dopo, assegnò le prime sette franchigie che avrebbero partecipato al campionato: Boston, Columbus, Los Angeles, New York, New Jersey/Long Island (poi ritirata), San Jose e Washington. Agli Original Six si aggiunsero nel 1995 Dallas, Denver, Tampa Bay e Kansas City.
Il 15 giugno 1994 viene fondato il New England Revolution per opera di Robert e Jonathan Kraft, diventando uno dei 10 club fondatori della Major League Soccer, con sede al Foxboro Stadium.
La prima formazione d'esordio venne guidata dall'irlandese Frank Stapleton (successivamente sostituito dall'olandese Thomas Rongen) e comprendeva Alexi Lalas, Mike Burns (attuale GM della formazione) e Joe-Max Moore, arrivando ultimi nella Eastern Conference del 1996 e non accedendo alla fase finale del campionato.
Il campionato successivo, MLS 1997, la guida di Rongen porterà i Revolution al quarto posto nella Eastern ma sconfitti dai D.C. United nei play-off. L'involuzione del campionato successivo, quinto ed ultimo posto nella Conference del MSL 1998, malgrado la presenza di Giuseppe Galderisi, porterà al cambio d'allenatore con l'arrivo dell'italiano Walter Zenga (già portiere della formazione dal 1997) non apportando comunque ulteriori cambiamenti (Zenga verrà comunque sostituito dallo scozzese Steve Nicol durante la stagione) con un quinto posto e l'esclusione dai play-off nella MLS 1999.
L'uruguaiano naturalizzato statunitense Fernando Clavijo prende le redini della squadra nel campionato MLS 2000 raggiungendo un ragguardevole secondo posto nella stagione regolare e portando i Chicago Fire alla terza partita dei quarti di finale di play-off, venendo comunque eliminati. L'anno successivo, MLS 2001, i Rev's non ripeteranno la buona annata precedente in campionato, non riuscendo a raggiungere i play-off, ma fornendo una ottima prestazione in Open Cup venendo comunque sconfitti in finale dai Los Angeles Galaxy per 2 a 1. Sulla scia di questo risultato i Revolution per l'anno successivo, MLS 2002, vinceranno la Eastern Conference (a pari punti con i Columbus Crew) per raggiungere successivamente la finale del campionato disputata nel nuovo stadio di "casa" del Gillette Stadium: dopo che i tempi regolamentari si conclusero sullo 0-0 i Los Angeles Galaxy vinsero il titolo con un golden goal segnato nei tempi supplementari.
L'era Clavijo si concluse con questa cocente sconfitta ma con ottimi progressi nei risultati che proseguiranno con il ritorno in panchina di Steve Nicol anche nella stagione MLS 2003, secondo posto nella stagione regolare e semifinali nei play-off (sconfitti da un golden goal nei supplementari contro i Chicago Fire), quarto posto nella stagione regolare e semifinali nei play-off (sconfitti ai rigori dai D.C. United) nella stagione MLS 2004.
Dal 2005 al 2007 i Rev's inanellano tre ottime stagioni anche se terminate con altrettante cocenti sconfitte: primi nella Eastern Conference (Taylor Twellman miglior marcatore nella stagione regolare) verranno sconfitti in finale ancora dai Los Angeles Galaxy nei supplementari nella stagione MLS 2005; secondi nella stagione regolare in Eastern Conference raggiunsero la finale di Frisco con i Houston Dynamo persa ai calci di rigore nella stagione MLS 2006; secondi nella stagione regolare in Eastern Conference raggiunsero nuovamente la finale ancora con i Houston Dynamo persa 2 a 1, dopo essere passato in vantaggio, nella stagione MLS 2007.
Sempre nel 2007 i Rev's (come vengono chiamati dai tifosi) comunque raggiunsero un risultato importante; batterono il FC Dallas per 3-2 nella finale della US Open Cup (giocata allo stadio Pizza Hut Park di Frisco, casa del club texano), aggiudicandosi il trofeo e vincendo il 1º titolo dalla fondazione della squadra (1995).
Dopo una buona stagione regolare nella Eastern Conference, terzi in classifica, del campionato MLS 2008, verranno sconfitti nelle semifinali di conference dai Chicago Fire. Nello stesso anno raggiunsero le semifinali di US Open Cup ma, soprattutto, conquistarono la SuperLiga (torneo che vede affrontarsi quattro squadre della MLS ed altrettante del campionato messicano): i Revolution superarono in una finale tutta statunitense gli eterni rivali della Houston Dynamo, ai calci di rigore.
Le stagioni successive segneranno un lento declino della squadra di Nicol e Paul Mariner soprattutto in campionato, con un terzo posto nella stagione MLS 2009 ed eliminati al primo turno dei play-off ed un sesto ed un ottavo posto nelle stagioni successive. Di contraltare, nelle stesse stagioni, i Revolution ottennero due ottime prestazione nella SuperLiga con una semifinale ed una finale persa contro i messicani del Club Atlético Morelia per 2 a 1.
Dalla stagione MLS 2011 vede l'avvicendamento in panchina tra lo scozzese Nicol (attualmente l'allenatore più vincente dei Rev's) con Jay Heaps, già giocatore nella stessa società. Con Heaps la formazione bostoniana torna ad essere competitiva raggiungendo nuovamente le finali di lega nel 2014, venendo battuta nuovamente dai Los Angeles Galaxy e la finale di Open Cup del 2016 questa volta sconfitti dai FC Dallas. L'era Heaps si conclude a fine campionato del 2017 sostituito ad interim da Tom Soehn, che successivamente lascerà la panchina a Brad Friedel.
La stagione MLS 2018 si conclude con un deludente 8º posto ed una non ammissione ai play-off, scia negativa che continuerà nel campionato successivo con l'esonero di Friedel (sostituito ad interim da Mike Lapper) e l'ingaggio con ruolo di manager e direttore sportivo di Bruce Arena che riuscirà a condurre la squadra al 7º posto di Eastern Conference ed all'accesso ai play-off dopo tre anni di assenza. La complicata stagione successiva condizionata all'epidemia di COVID-19 condizionò l'intero campionato con il raggiungimento dell'ottava posizione nella stagione regolare e la finale di Conference. La stagione 2021 ha visto i Revolution vincere la loro prima Supporters' Shield con il miglior record nella stagione regolare di punti in una stagione (73).

## Colori e simboli

### Colori
La divisa della squadra è blu, rosso e bianco, la seconda maglia è bianca. Le uniformi dei Rev's prendono i colori dalla bandiera nazionale, conformi anche alla squadra di New England Patriots di football americano. Ai tre colori principali, dal 2010, s'è innestato il color argento.
- Casa

| 1996 Reebok      | 1997-1998 Reebok | 1999 Reebok      | 2000 Atletica    | 2001 Umbro       | 2002-2003 Umbro  |  |
| 2004 Reebok      | 2005 Adidas      | 2006-2007 Adidas | 2008-2009 Adidas | 2010-2011 Adidas | 2012-2013 Adidas |  |
| 2014-2015 Adidas | 2016-2017 Adidas | 2018-2019 Adidas | 2020-2021 Adidas | 2022-2023 Adidas | 2024-2025 Adidas |  |

- Trasferta

| 1996 Reebok      | 1997-1998 Reebok | 1999 Reebok      | 2000 Atletica    | 2001 Umbro       | 2002-2003 Umbro  |  |
| 2004 Reebok      | 2005 Adidas      | 2006-2007 Adidas | 2008-2009 Adidas | 2010-2011 Adidas | 2012-2014 Adidas |  |
| 2015-2016 Adidas | 2017-2018 Adidas | 2019-2020 Adidas | 2021-2022 Adidas | 2023-2024 Adidas | 2025-2026 Adidas |  |

- Terza/Speciale

| 1998 Reebok | 1999 Reebok | 2018 Adidas | 2019 Adidas | 2025 Adidas |

### Simboli ufficiali

#### Stemma

Stemma del New England Revolution dal 2014 al 2021

Il primo stemma della squadra bostoniana rappresentava una interpretazione graficizzata della bandiera nazionale sventolante con strisce orizzontali rosse e bianche alternate (più evidente soprattutto con lo sfondo blu che caratterizza le maglie da gioco) e nel quadrante superiore, invece del tradizionale rettangolo blu con le stelle bianche a cinque punte, era presente un pallone "stellato" blu (che ricorda quello della Nasl e, successivamente, prodotto dalla Adidas per la UEFA Champions League) ad evidenziare l'attività sportiva della società. Sottostante al logo era presente la denominazione societaria con la scritta Revolution trattata graficamente come il logo.
Nel 2021 il club ha introdotto un nuovo stemma, nel quale campeggia una vistosa R bianca, incorniciata da una sorta di coccarda rossa e blu (con una sbarra rossa a intersecare la R); lo stile del disegno, negli intenti della franchigia, vuole ricordare l'epoca della Guerra d'indipendenza americana. Esso è poi ricompreso in un cerchio bianco recante la ragione sociale e l'anno di prima partecipazione alla MLS, il 1996.
In passato le squadre del New England adottarono spesso riferimenti storici o patriottici per denominare le proprie formazioni calcistiche come ad esempio i Boston Minutemen che usarono come logo il cappello a tricorno in ricordo della guerra d'indipendenza americana (la forma del cappello stilizzato definiva anche la M di Minutemen) od in modo più esplicito i New England Tea Men (letteralmente gli uomini del Tè in ricordo del Boston Tea Party) che utilizzarono una minuziona rappresentazione di un vascello del settecento contornato dalla scritta della denominazione societaria.

#### Mascotte
La mascotte ufficiale della società è Slyde, un pupazzo a forma di volpe..

## Strutture

### Stadio
| Foxboro Stadium           | Gillette Stadium          | Lusitano Stadium                | Veteran's Stadium               |
| ------------------------- | ------------------------- | ------------------------------- | ------------------------------- |
| 1996–2001                 | 2002-Oggi                 | 2003–2005 3 gare di US Open Cup | 2007–2009 4 gare di US Open Cup |
| Foxborough, Massachusetts | Foxborough, Massachusetts | Ludlow, Massachusetts           | New Britain, Connecticut        |
| Capienza: 60.292          | Capienza: 68.756          | Capienza: 3.000                 | Capienza: 8.500                 |
|                           |                           |                                 |                                 |

Il Gillette Stadium, inaugurato nel 2002, ha sostituito il vecchio Foxboro Stadium, costruito negli anni '70. I New England Revs nella loro storia, hanno sempre condiviso lo stadio con i più celebri New England Patriots, squadra di football americano che milita nella NFL, fin dai tempi del Foxboro.
Il 14 giugno la MLS annunciò che i Revolution avrebbero costruito un nuovo stadio, in solitaria, senza la comproprietà con altre società.
Il 2 agosto 2007, il Boston Herald pubblicò un articolo che situava il nuovo stadio a Somerville e che confermava l'ufficialità delle intenzioni dei Revs e della MLS di costruire uno stadio da 20.000 a 25.000 posti, sulla Innerbelt Road, e che i costi sarebbero stati vicino ai $50 e $200 milioni.

### Media spettatori
| Anno  | Stag. regolare | Playoff |
| ----- | -------------- | ------- |
| 1996  | 19.025         | -       |
| 1997  | 21.423         | 16.233  |
| 1998  | 19.188         | -       |
| 1999  | 16.735         | -       |
| 2000  | 15.463         | 10.723  |
| 2001  | 15.645         | -       |
| 2002  | 16.927         | 19.018  |
| 2003  | 14.641         | 14.823  |
| 2004  | 12.226         | 5.679   |
| 2005  | 12.525         | 13.849  |
| 2006  | 11.786         | 9.372   |
| 2007  | 16.787         | 10.217  |
| 2008  | 17.580         | 5.221   |
| 2009  | 13.732         | 7.416   |
| 2010  | 12.987         | -       |
| 2011  | 13.222         | -       |
| 2012  | 14.002         |         |
| 2013  | 14.861         | 15.164  |
| 2014  | 16.681         | 26.441  |
| 2015  | 19.626         | -       |
| 2016  | 20.185         | -       |
| 2017  | 19.367         | -       |
| 2018  | 18.347         | -       |
| Media | 16.119         | 12.763  |

## Società

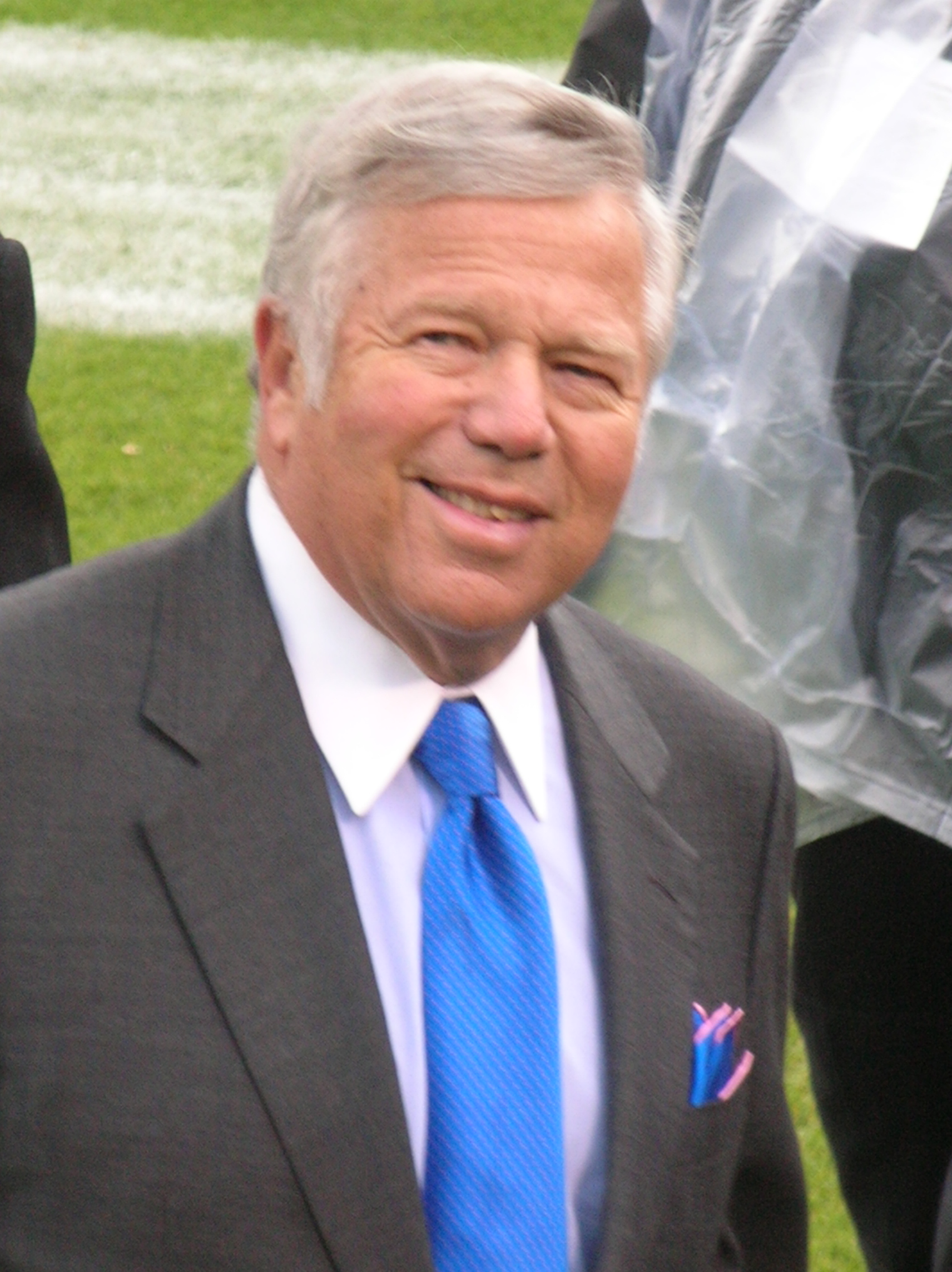
Robert K. Kraft

Il proprietario del club è Robert K. Kraft, che possiede anche i New England Patriots che militano nella NFL.

### Organigramma
- Robert K. Kraft - Proprietario
- Jonathan A. Kraft - Proprietario
- Brian Bilello - Presidente
- Craig Tornberg - Vice presidente
- Curt Onalfo - Direttore sportivo
- Remi Roy - Direttore tecnico
- Chris Tierney - Assistente direttore sportivo

### Sponsor
| Cronologia degli sponsor tecnici - 1996-1999 · Reebok - 2000 · Atletica - 2001-2003 · Umbro - 2004 · Reebok - 2005-oggi · Adidas | Cronologia degli sponsor ufficiali - 1996-1999 · Bic - 2000-2003 · Pepsi - 2003-2004 · Sierra Mist - 2006 · Sierra Mist - 2012-2024 · United HealthCare - 2025-oggi · Gillette |

## Diffusione nella cultura di massa
Il New England Revolution compare nella serie televisiva Dawson's Creek, nella quale il protagonista, Dawson Leery, ha in camera propria un gagliardetto della squadra.

## Allenatori
Dati aggiornati al 5 agosto 2025
| Frank Stapleton          | 1 Gen. 1996      | 26 Set. 1996     | 35  | 15  | -  | 17  | 46,87  |
| Thomas Rongen            | 5 Nov. 1996      | 24 Aug. 1998     | 59  | 24  | -  | 35  | 40,67  |
| Walter Zenga             | 24 Aug. 1998     | 30 Set. 1999     | 36  | 13  | -  | 23  | 36,11  |
| Steve Nicol(interim)     | 30 Set. 1999     | 29 Nov. 1999     | 2   | 1   | -  | 1   | 50,00  |
| Fernando Clavijo         | 29 Nov. 1999     | 23 Mag. 2002     | 89  | 33  | 14 | 42  | 37,07  |
| Steve Nicol(interim)     | 23 Mag. 2002     | 6 Nov. 2002      | 8   | 3   | 2  | 3   | 37,50  |
| Steve Nicol              | 6 Nov. 2002      | 24 Ott. 2011     | 300 | 109 | 86 | 105 | 36,33  |
| tot. Steve Nicol         | tot. Steve Nicol | tot. Steve Nicol | 310 | 113 | 88 | 109 | 36,45  |
| Jay Heaps                | 14 Nov. 2011     | 18 Set. 2017     | 207 | 79  | 44 | 84  | 38,16  |
| Tom Soehn(interim)       | 18 Set. 2017     | 9 Nov. 2017      | 5   | 3   | 1  | 1   | 60,00  |
| Brad Friedel             | 9 Nov. 2017      | 9 Mag. 2019      | 47  | 12  | 13 | 22  | 25,53  |
| Mike Lapper(interim)     | 9 Mag. 2019      | 14 Mag. 2019     | 1   | 1   | 0  | 0   | 100,00 |
| Bruce Arena              | 14 Mag. 2019     | 10 Set. 2023     | 156 | 71  | 48 | 37  | 45,51  |
| Richie Williams(interim) | 10 Set. 2023     | 13 Set. 2023     | 6   | 1   | 4  | 1   | 16,67  |
| Clint Peay(interim)      | 13 Set. 2023     | 19 Dic. 2023     | 7   | 2   | 1  | 4   | 28,57  |
| Caleb Porter             | 19 Dic. 2023     | attuale          | 69  | 21  | 12 | 36  | 30,43  |

1. ↑  Bruce Arena è stato messo in congedo amministrativo a partire dal 1º agosto 2023, con Richie Williams sostituto ad interim

## Calciatori
Nel New England Revolution hanno giocato, tra il 1997 e il 1998, anche il portiere Walter Zenga e il centravanti Giuseppe Galderisi. Zenga è stato anche allenatore della formazione statunitense durante la stagione 1998. Giocatori di primo piano che hanno fatto parte della rosa sono il centrocampista e capitano Steve Ralston, il centravanti Taylor Twellman e il portiere Matt Reis.

## Palmarès

### Competizioni nazionali
- Lamar Hunt U.S. Open Cup: 1

2007
- MLS Supporters' Shield: 1

2021

### Competizioni internazionali
- Superliga: 1

2008

### Altri piazzamenti
- Campionato MLS:  :

Finalista: 2002, 2005, 2006, 2007, 2014
- U.S. Open Cup:

Finalista: 2001, 2016
- Superliga

Finalista: 2010

## Statistiche

### Competizioni nazionali
|                   | Major League Soccer | Major League Soccer | Major League Soccer | Major League Soccer | Major League Soccer | Major League Soccer | Major League Soccer | Major League Soccer | Major League Soccer | Major League Soccer | Major League Soccer | Major League Soccer | Open Cup | Open Cup | Open Cup | Open Cup | Open Cup | Open Cup |
| Stagione regolare | Stagione regolare   | Stagione regolare   | Stagione regolare   | Stagione regolare   | Stagione regolare   | Play Off            | Play Off            | Play Off            | Play Off            | Play Off            | Play Off            |                     | Open Cup | Open Cup | Open Cup | Open Cup | Open Cup | Open Cup |
| Sta. ago.         | G                   | V                   | N                   | P                   | Gf                  | Gs                  | G                   | V                   | N                   | P                   | Gf                  | Gs                  | G        | V        | N        | P        | Gf       | Gs       |
| 1996              | 32                  | 15                  |                     | 17                  | 43                  | 56                  |                     |                     |                     |                     |                     |                     |          |          |          |          |          |          |
| 1997              | 32                  | 15                  |                     | 17                  | 40                  | 53                  | 1                   | 0                   | 0                   | 1                   | 1                   | 4                   | 1        | 0        | 0        | 1        | 3        | 4        |
| 1998              | 32                  | 11                  |                     | 21                  | 53                  | 66                  |                     |                     |                     |                     |                     |                     |          |          |          |          |          |          |
| 1999              | 32                  | 12                  |                     | 20                  | 38                  | 53                  |                     |                     |                     |                     |                     |                     |          |          |          |          |          |          |
| 2000              | 32                  | 13                  | 6                   | 13                  | 47                  | 49                  | 3                   | 1                   | 0                   | 2                   | 3                   | 9                   | 1        | 0        | 0        | 1        | 0        | 1        |
| 2001              | 27                  | 7                   | 6                   | 14                  | 35                  | 52                  |                     |                     |                     |                     |                     |                     | 5        | 4        | 0        | 1        | 14       | 5        |
| 2002              | 28                  | 12                  | 2                   | 14                  | 49                  | 49                  | 7                   | 3                   | 2                   | 2                   | 8                   | 5                   |          |          |          |          |          |          |
| 2003              | 30                  | 12                  | 9                   | 9                   | 55                  | 47                  | 3                   | 1                   | 1                   | 1                   | 3                   | 2                   | 2        | 1        | 0        | 1        | 3        | 3        |
| 2004              | 30                  | 8                   | 9                   | 13                  | 42                  | 43                  | 3                   | 1                   | 2                   | 0                   | 5                   | 4                   | 1        | 0        | 1        | 0        | 1        | 1        |
| 2005              | 32                  | 17                  | 8                   | 7                   | 55                  | 37                  | 4                   | 2                   | 0                   | 2                   | 4                   | 3                   | 1        | 0        | 0        | 1        | 2        | 3        |
| 2006              | 32                  | 12                  | 12                  | 8                   | 39                  | 35                  | 4                   | 2                   | 1                   | 1                   | 4                   | 3                   | 2        | 0        | 1        | 1        | 1        | 2        |
| 2007              | 30                  | 14                  | 8                   | 8                   | 51                  | 43                  | 4                   | 2                   | 1                   | 1                   | 3                   | 2                   | 4        | 4        | 0        | 0        | 11       | 6        |
| 2008              | 30                  | 12                  | 7                   | 11                  | 40                  | 43                  | 2                   | 0                   | 1                   | 1                   | 0                   | 3                   | 3        | 1        | 1        | 1        | 5        | 4        |
| 2009              | 30                  | 11                  | 9                   | 10                  | 34                  | 38                  | 2                   | 1                   | 0                   | 1                   | 2                   | 3                   | 1        | 0        | 0        | 1        | 1        | 2        |
| 2010              | 30                  | 9                   | 5                   | 16                  | 32                  | 50                  |                     |                     |                     |                     |                     |                     | 1        | 0        | 0        | 1        | 0        | 3        |
| 2011              | 34                  | 5                   | 13                  | 16                  | 38                  | 58                  |                     |                     |                     |                     |                     |                     | 2        | 1        | 0        | 1        | 3        | 8        |
| 2012              | 34                  | 9                   | 8                   | 17                  | 39                  | 44                  |                     |                     |                     |                     |                     |                     | 1        | 0        | 1        | 0        | 3        | 3        |
| 2013              | 34                  | 14                  | 9                   | 11                  | 49                  | 38                  | 2                   | 1                   | 0                   | 1                   | 3                   | 4                   | 3        | 2        | 0        | 1        | 10       | 6        |
| 2014              | 34                  | 17                  | 4                   | 13                  | 51                  | 46                  | 5                   | 3                   | 1                   | 1                   | 12                  | 8                   | 3        | 2        | 0        | 1        | 5        | 5        |
| 2015              | 34                  | 14                  | 8                   | 12                  | 48                  | 47                  | 1                   | 0                   | 0                   | 1                   | 1                   | 2                   | 1        | 0        | 0        | 1        | 0        | 1        |
| 2016              | 34                  | 11                  | 9                   | 14                  | 44                  | 54                  |                     |                     |                     |                     |                     |                     | 5        | 3        | 1        | 1        | 10       | 8        |
| 2017              | 34                  | 13                  | 6                   | 15                  | 53                  | 61                  |                     |                     |                     |                     |                     |                     | 3        | 2        | 0        | 1        | 5        | 2        |
| 2018              | 34                  | 10                  | 11                  | 13                  | 49                  | 55                  |                     |                     |                     |                     |                     |                     | 1        | 0        | 0        | 1        | 2        | 3        |
| 2019              | 34                  | 11                  | 12                  | 11                  | 50                  | 57                  | 1                   | 0                   | 0                   | 1                   | 0                   | 1                   | 2        | 1        | 0        | 1        | 4        | 4        |
| 2020              | 23                  | 8                   | 8                   | 7                   | 26                  | 25                  | 4                   | 3                   | 0                   | 1                   | 7                   | 3                   |          |          |          |          |          |          |
| 2021              | 34                  | 22                  | 7                   | 5                   | 65                  | 41                  | 1                   | 0                   | 1                   | 0                   | 2                   | 2                   |          |          |          |          |          |          |
| 2022              | 34                  | 10                  | 12                  | 12                  | 47                  | 50                  |                     |                     |                     |                     |                     |                     | 2        | 1        | 0        | 1        | 5        | 2        |
| 2023              | 34                  | 15                  | 9                   | 10                  | 58                  | 46                  | 2                   | 0                   | 0                   | 2                   | 1                   | 4                   | 2        | 1        | 0        | 1        | 2        | 2        |
| 2024              | 34                  | 9                   | 4                   | 21                  | 37                  | 74                  |                     |                     |                     |                     |                     |                     |          |          |          |          |          |          |
| totale            | 924                 | 348                 | 201                 | 375                 | 1307                | 1410                | 49                  | 20                  | 10                  | 19                  | 59                  | 62                  | 47       | 23       | 5        | 19       | 90       | 78       |

### Competizioni Internazionali
|           | CONCACAF Champions' Cup | CONCACAF Champions' Cup | CONCACAF Champions' Cup | CONCACAF Champions' Cup | CONCACAF Champions' Cup | CONCACAF Champions' Cup | SuperLiga | SuperLiga | SuperLiga | SuperLiga | SuperLiga | SuperLiga |
| Sta. ago. | G                       | V                       | N                       | P                       | Gf                      | Gs                      | G         | V         | N         | P         | Gf        | Gs        |
| 2003      | 2                       | 1                       | 0                       | 1                       | 3                       | 5                       |           |           |           |           |           |           |
| 2006      | 2                       | 0                       | 1                       | 1                       | 0                       | 1                       |           |           |           |           |           |           |
| 2008      |                         |                         |                         |                         |                         |                         | 5         | 3         | 2         | 0         | 6         | 3         |
| 2009      | 2                       | 0                       | 0                       | 2                       | 1                       | 6                       | 4         | 2         | 1         | 1         | 7         | 5         |
| 2010      |                         |                         |                         |                         |                         |                         | 5         | 3         | 1         | 1         | 5         | 3         |
| 2020      | 3                       | 2                       | 0                       | 1                       | 6                       | 3                       |           |           |           |           |           |           |
| totale    | 9                       | 3                       | 1                       | 5                       | 10                      | 15                      | 14        | 8         | 4         | 2         | 18        | 11        |

## Record
Dati aggiornati alla stagione regolare 2024.
1. Andrew Farrell 381 (2013-presente)
2. Shalrie Joseph 295 (2003-2012)
3. Matt Reis 289 (2003-2013)
4. Jay Heaps 284 (2001-2009)
5. Diego Fagúndez 278 (2011-2020)
6. Chris Tierney 276 (2008-2018)
7. Scott Caldwell 255 (2013-2021)
8. Teal Bunbury 252 (2014-2021)
9. Kelyn Rowe 245 (2012-2018, 2019-2020)
10. Steve Ralston 234 (2002-2009, 2010)
11. Lee Nguyen 222 (2012-2018, 2020)
12. Taylor Twellman 201 (2002-2010)

1. Taylor Twellman 112 (2002-2010)
2. Lee Nguyen 55 (2012-2018, 2020)
3. Diego Fagúndez 54 (2011-2020)
4. Teal Bunbury 53 (2014-2021)
5. Gustavo Bou 51 (2019-2023)
6. Steve Ralston 45 (2002-2009, 2010)
7. Carles Gil 44 (2019-presente)
8. Joe-Max Moore 43 (1996-1999)
9. Pat Noonan 43 (2003-2007)
10. Shalrie Joseph 41 (2003-2012)
11. Juan Agudelo 36 (2013, 2015-2019)
12. Kelyn Rowe 35 (2012-2018, 2019-2020)
13. Adam Buksa 35 (2020-2022)

- 18/set/2004 - Vs. Colorado Rapids 6-1
- 12/mag/2014 - Vs. Seattle Sounders 5-0
- 02/giu/2013 - Vs. LA Galaxy 5-0
- 26/ago/2013 - Vs. Philadelphia Union 5-1
- 29/mag/2013 - Vs. Rochester Rhinos 5-1

- 14/set/2017 - Vs. Atlanta United 0-7
- 26/apr/2009 - Vs. Real Salt Lake 0-6
- 22/set/2000 - Vs. Chicago Fire 0-6
- 5/mag/2019 - Vs. Philadelphia Union 1-6
- 28/set/2017 - Vs. Orlando City 1-6
- 11/ago/1996 - Vs. San Jose Clash 1-6

## Organico

### Rosa 2025
Aggiornata al 2 agosto 2025.
| N. |                        | Ruolo | Calciatore       |
| -- | ---------------------- | ----- | ---------------- |
| 1  | Stati Uniti (bandiera) | P     | Matt Turner      |
| 2  | Mali (bandiera)        | D     | Mamadou Fofana   |
| 3  | Colombia (bandiera)    | D     | Brayan Ceballos  |
| 4  | Stati Uniti (bandiera) | D     | Tanner Beason    |
| 5  | Stati Uniti (bandiera) | D     | Keegan Hughes    |
| 7  | Argentina (bandiera)   | A     | Tomás Chancalay  |
| 8  | Stati Uniti (bandiera) | D     | Matt Polster     |
| 9  | Ecuador (bandiera)     | A     | Leonardo Campana |
| 10 | Spagna (bandiera)      | C     | Carles Gil       |
| 11 | Costa Rica (bandiera)  | C     | Luis Díaz        |
| 12 | Israele (bandiera)     | D     | Ilay Feingold    |
| 14 | Stati Uniti (bandiera) | C     | Jackson Yueill   |
| 15 | Stati Uniti (bandiera) | D     | Brandon Bye      |
| 16 | Stati Uniti (bandiera) | D     | Wyatt Omsberg    |
| 17 | Camerun (bandiera)     | A     | Ignatius Ganago  |

| N. |                        | Ruolo | Calciatore         |
| -- | ---------------------- | ----- | ------------------ |
| 18 | Uganda (bandiera)      | C     | Allan Oyirwoth     |
| 22 | Stati Uniti (bandiera) | C     | Jack Panayotou     |
| 23 | Stati Uniti (bandiera) | D     | Will Sands         |
| 24 | Stati Uniti (bandiera) | P     | Alex Bono          |
| 25 | Stati Uniti (bandiera) | D     | Peyton Miller      |
| 29 | Inghilterra (bandiera) | C     | Noel Buck          |
| 30 | Stati Uniti (bandiera) | D     | Damario McIntosh   |
| 31 | Slovenia (bandiera)    | P     | Aljaž Ivačič       |
| 32 | Stati Uniti (bandiera) | A     | Malcolm Fry        |
| 33 | Stati Uniti (bandiera) | P     | Donovan Parisian   |
| 37 | Argentina (bandiera)   | A     | Maximiliano Urruti |
| 41 | Argentina (bandiera)   | C     | Luca Langoni       |
| 80 | Nigeria (bandiera)     | C     | Alhassan Yusuf     |
| 88 | Stati Uniti (bandiera) | D     | Andrew Farrell     |

### Rosa 2024
Aggiornata al 14 ottobre 2024.
| N. |                        | Ruolo | Calciatore       |
| -- | ---------------------- | ----- | ---------------- |
| 1  | Slovacchia (bandiera)  | P     | Henrich Ravas    |
| 2  | Stati Uniti (bandiera) | D     | Dave Romney      |
| 4  | Stati Uniti (bandiera) | D     | Henry Kessler    |
| 5  | Argentina (bandiera)   | A     | Tomás Chancalay  |
| 6  | Ghana (bandiera)       | D     | Jonathan Mensah  |
| 8  | Stati Uniti (bandiera) | D     | Matt Polster     |
| 9  | Albania (bandiera)     | A     | Giacomo Vrioni   |
| 10 | Spagna (bandiera)      | C     | Carles Gil       |
| 11 | Colombia (bandiera)    | C     | Dylan Borrero    |
| 12 | Stati Uniti (bandiera) | D     | Nick Lima        |
| 13 | Brasile (bandiera)     | C     | Maciel           |
| 14 | Stati Uniti (bandiera) | C     | Ian Harkes       |
| 15 | Stati Uniti (bandiera) | D     | Brandon Bye      |
| 16 | Ghana (bandiera)       | A     | Josh Bolma       |
| 17 | Stati Uniti (bandiera) | A     | Bobby Wood       |
| 18 | Ghana (bandiera)       | C     | Emmanuel Boateng |

| N. |                        | Ruolo | Calciatore        |
| -- | ---------------------- | ----- | ----------------- |
| 20 | Argentina (bandiera)   | C     | Luca Langoni      |
| 21 | Spagna (bandiera)      | C     | Nacho Gil         |
| 22 | Stati Uniti (bandiera) | C     | Jack Panayotou    |
| 24 | Stati Uniti (bandiera) | D     | DeJuan Jones      |
| 25 | Stati Uniti (bandiera) | D     | Peyton Miller     |
| 26 | Stati Uniti (bandiera) | C     | Thomas McNamara   |
| 28 | Canada (bandiera)      | C     | Mark-Anthony Kaye |
| 29 | Inghilterra (bandiera) | C     | Noel Buck         |
| 32 | Stati Uniti (bandiera) | A     | Malcolm Fry       |
| 34 | Stati Uniti (bandiera) | P     | Ryan Spaulding    |
| 36 | Stati Uniti (bandiera) | P     | Earl Edwards Jr.  |
| 43 | Stati Uniti (bandiera) | D     | Santiago Suárez   |
| 80 | Nigeria (bandiera)     | C     | Alhassan Yusuf    |
| 88 | Stati Uniti (bandiera) | D     | Andrew Farrell    |
| 98 | Stati Uniti (bandiera) | P     | Jacob Jackson     |

### Rosa 2023
Aggiornata al 14 febbraio 2023.
| N. |                        | Ruolo | Calciatore       |
| -- | ---------------------- | ----- | ---------------- |
| 2  | Stati Uniti (bandiera) | D     | Dave Romney      |
| 3  | Stati Uniti (bandiera) | D     | Omar Gonzalez    |
| 4  | Stati Uniti (bandiera) | D     | Henry Kessler    |
| 6  | Venezuela (bandiera)   | C     | Christian Makoun |
| 7  | Argentina (bandiera)   | A     | Gustavo Bou      |
| 8  | Stati Uniti (bandiera) | D     | Matt Polster     |
| 10 | Spagna (bandiera)      | C     | Carles Gil       |
| 11 | Colombia (bandiera)    | C     | Dylan Borrero    |
| 12 | Stati Uniti (bandiera) | A     | Justin Rennicks  |
| 13 | Brasile (bandiera)     | C     | Maciel           |
| 15 | Stati Uniti (bandiera) | D     | Brandon Bye      |
| 16 | Ghana (bandiera)       | A     | Josh Bolma       |
| 17 | Stati Uniti (bandiera) | A     | Bobby Wood       |

| N. |                        | Ruolo | Calciatore       |
| -- | ---------------------- | ----- | ---------------- |
| 18 | Ghana (bandiera)       | C     | Emmanuel Boateng |
| 21 | Spagna (bandiera)      | C     | Nacho Gil        |
| 22 | Stati Uniti (bandiera) | C     | Jack Panayotou   |
| 24 | Stati Uniti (bandiera) | D     | DeJuan Jones     |
| 26 | Stati Uniti (bandiera) | C     | Thomas McNamara  |
| 29 | Stati Uniti (bandiera) | C     | Noel Buck        |
| 34 | Stati Uniti (bandiera) | P     | Ryan Spaulding   |
| 36 | Stati Uniti (bandiera) | P     | Earl Edwards Jr. |
| 72 | Stati Uniti (bandiera) | C     | Damian Rivera    |
| 88 | Stati Uniti (bandiera) | D     | Andrew Farrell   |
| 98 | Stati Uniti (bandiera) | P     | Jacob Jackson    |
|    | Argentina (bandiera)   | C     | Gerónimo Poblete |

### Rosa 2022
Aggiornata al 17 ottobre 2022.
| N. |                        | Ruolo | Calciatore       |
| -- | ---------------------- | ----- | ---------------- |
| 2  | Stati Uniti (bandiera) | D     | Andrew Farrell   |
| 3  | Stati Uniti (bandiera) | D     | Omar Gonzalez    |
| 4  | Stati Uniti (bandiera) | D     | Henry Kessler    |
| 5  | Camerun (bandiera)     | C     | Wilfrid Kaptoum  |
| 6  | Venezuela (bandiera)   | C     | Christian Makoun |
| 7  | Argentina (bandiera)   | A     | Gustavo Bou      |
| 8  | Stati Uniti (bandiera) | D     | Matt Polster     |
| 9  | Albania (bandiera)     | A     | Giacomo Vrioni   |
| 10 | Spagna (bandiera)      | C     | Carles Gil       |
| 11 | Ghana (bandiera)       | C     | Emmanuel Boateng |
| 12 | Stati Uniti (bandiera) | A     | Justin Rennicks  |
| 13 | Brasile (bandiera)     | C     | Maciel           |
| 15 | Stati Uniti (bandiera) | D     | Brandon Bye      |
| 18 | Stati Uniti (bandiera) | P     | Brad Knighton    |

| N. |                        | Ruolo | Calciatore          |
| -- | ---------------------- | ----- | ------------------- |
| 24 | Stati Uniti (bandiera) | D     | DeJuan Jones        |
| 26 | Stati Uniti (bandiera) | C     | Thomas McNamara     |
| 27 | Colombia (bandiera)    | C     | Dylan Borrero       |
| 29 | Stati Uniti (bandiera) | C     | Noel Buck           |
| 31 | Spagna (bandiera)      | C     | Nacho Gil           |
| 34 | Stati Uniti (bandiera) | P     | Ryan Spaulding      |
| 36 | Stati Uniti (bandiera) | P     | Earl Edwards Jr.    |
| 47 | Stati Uniti (bandiera) | C     | Esmir Bajraktarević |
| 72 | Stati Uniti (bandiera) | C     | Damian Rivera       |
| 77 | Stati Uniti (bandiera) | D     | Ben Reveno          |
| 94 | Senegal (bandiera)     | P     | Clément Diop        |
| 98 | Stati Uniti (bandiera) | P     | Jacob Jackson       |
| 99 | Serbia (bandiera)      | P     | Đorđe Petrović      |

### Rosa 2021
| N. |                        | Ruolo | Calciatore       |
| -- | ---------------------- | ----- | ---------------- |
| 2  | Stati Uniti (bandiera) | D     | Andrew Farrell   |
| 3  | Stati Uniti (bandiera) | D     | Omar Gonzalez    |
| 4  | Stati Uniti (bandiera) | D     | Henry Kessler    |
| 5  | Camerun (bandiera)     | C     | Wilfrid Kaptoum  |
| 6  | Stati Uniti (bandiera) | C     | Scott Caldwell   |
| 7  | Argentina (bandiera)   | A     | Gustavo Bou      |
| 8  | Stati Uniti (bandiera) | D     | Matt Polster     |
| 9  | Polonia (bandiera)     | A     | Adam Buksa       |
| 10 | Stati Uniti (bandiera) | C     | Teal Bunbury     |
| 11 | Ghana (bandiera)       | C     | Emmanuel Boateng |
| 12 | Stati Uniti (bandiera) | A     | Justin Rennicks  |
| 13 | Brasile (bandiera)     | C     | Maciel           |
| 15 | Stati Uniti (bandiera) | D     | Brandon Bye      |
| 17 | Canada (bandiera)      | A     | Tajon Buchanan   |

| N. |                        | Ruolo | Calciatore             |
| -- | ---------------------- | ----- | ---------------------- |
| 18 | Stati Uniti (bandiera) | P     | Brad Knighton          |
| 19 | Uganda (bandiera)      | A     | Edward Kizza           |
| 22 | Spagna (bandiera)      | C     | Carles Gil             |
| 24 | Stati Uniti (bandiera) | D     | DeJuan Jones           |
| 25 | Islanda (bandiera)     | C     | Arnór Ingvi Traustason |
| 26 | Stati Uniti (bandiera) | C     | Tommy McNamara         |
| 27 | Colombia (bandiera)    | D     | Luis Caicedo           |
| 28 | Guam (bandiera)        | D     | A. J. DeLaGarza        |
| 30 | Stati Uniti (bandiera) | P     | Matt Turner            |
| 32 | Colombia (bandiera)    | D     | Christian Mafla        |
| 35 | Stati Uniti (bandiera) | D     | Collin Verfurth        |
| 36 | Stati Uniti (bandiera) | P     | Earl Edwards Jr.       |
| 72 | Stati Uniti (bandiera) | C     | Damian Rivera          |

### Staff
- Caleb Porter - Allenatore
- Blair Gavin - Vice-Allenatore
- Pablo Moreira - Vice-Allenatore
- Clint Peay - Vice-Allenatore
- Kevin Hitchcock - Allenatore portieri
- Evan Allen - Preparatore Atletico
- Glenn O'Connor - Terapista
- Scott Martin - Responsabile Medico